# Botiidae
Famille
Botiidae est une famille de poissons appartenant à l’ordre des Cypriniformes. Les Botiidae se trouvent au Sud, au Sud-Est et à l’Est de l’Asie. Jusqu'à récemment, ils étaient placés dans la « vraie » famille de loche, les Cobitidae, jusqu'à ce que Maurice Kottelat révise les loches et ré-élève ce taxon au rang de famille en 2012. La famille comprend environ 56 espèces.
Les Botiids sont plus robuste que la plupart de leurs parents Cobitidae et ont tendance à avoir un corps plus ou moins cambrés, ce qui donne une forme tout à fait plus fusiforme. Les Botiids ont généralement un museau pointu et de longueur intermédiaire, tandis que de nombreux cobitids ont un bous de nez plus rond.
Les Botiids sont généralement assez petits, avec des longueurs maximales comprise entre 6 et 30 cm selon les espèces, bien que Leptobotia elongata atteigne 50 cm (Chromobotia macracanthus atteint de manière assez exceptionnelle une taille similaire).

## Liste des genres
Selon Maurice Kottelat 2012:
- Ambastaia Kottelat, 2012
- Botia J. E. Gray, 1831
- Chromobotia Kottelat, 2004
- Leptobotia Bleeker, 1870
- Parabotia Dabry de Thiersant, 1872
- Sinibotia P. W. Fang, 1936
- Syncrossus Blyth, 1860
- Yasuhikotakia Nalbant, 2002

## Poissons d'aquariums
Beaucoup des espèces les plus colorées sont populaires auprès des aquariophiles d'eau douce, et ont donc une importance dans le commerce des animaux de compagnies. Les Botiidae souvent rencontré dans le commerce aquarium :
- Chromobotia macracanthus
- Yasuhikotakia modesta
- Yasuhikotakia sidthimunki
- Yasuhikotakia morleti
- Loche pakistanaise (Botia almorhae)
- Botia striata
- Botia dario
- Botia kubotai

## Galerie

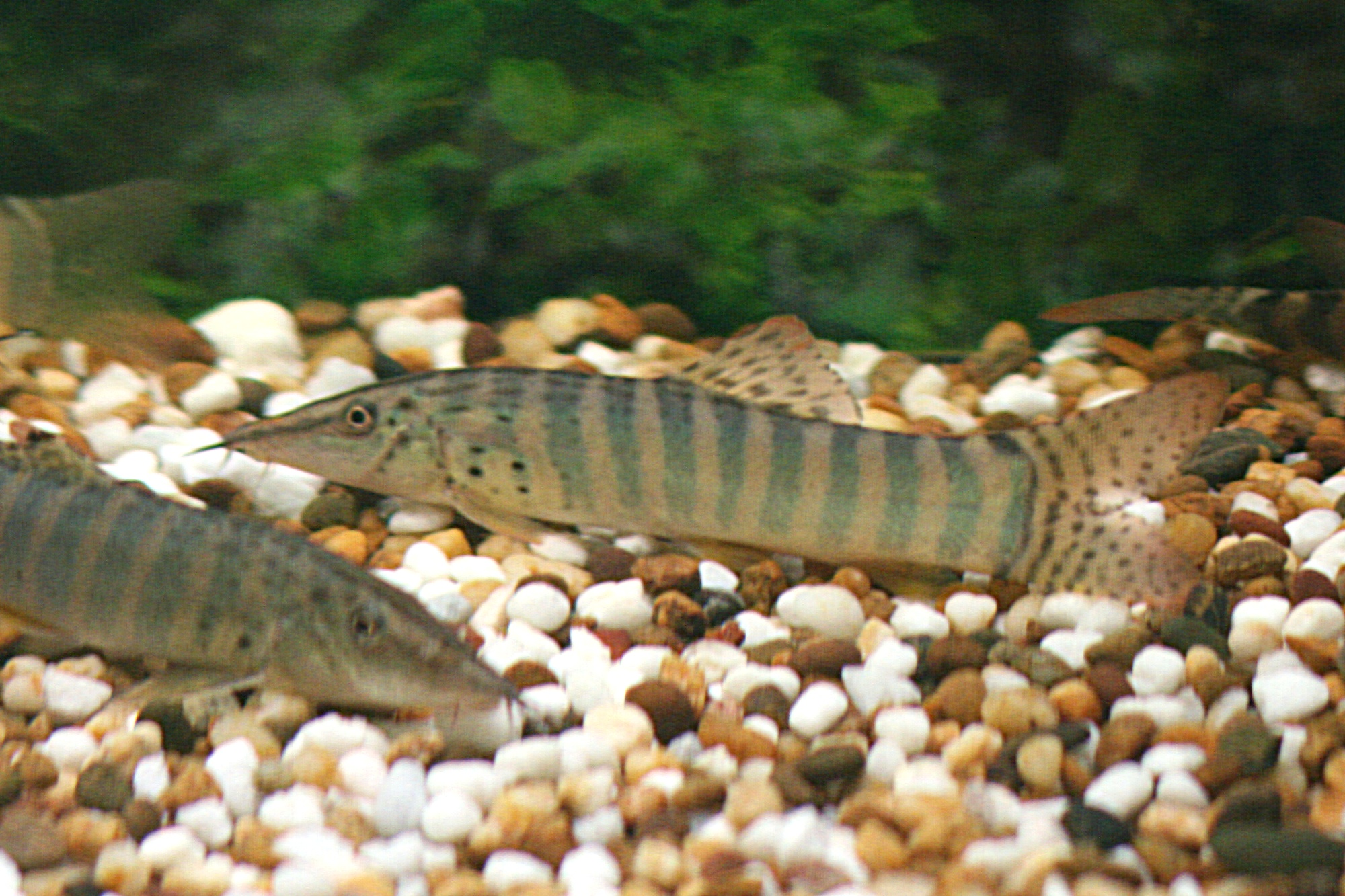
Syncrossus berdmorei
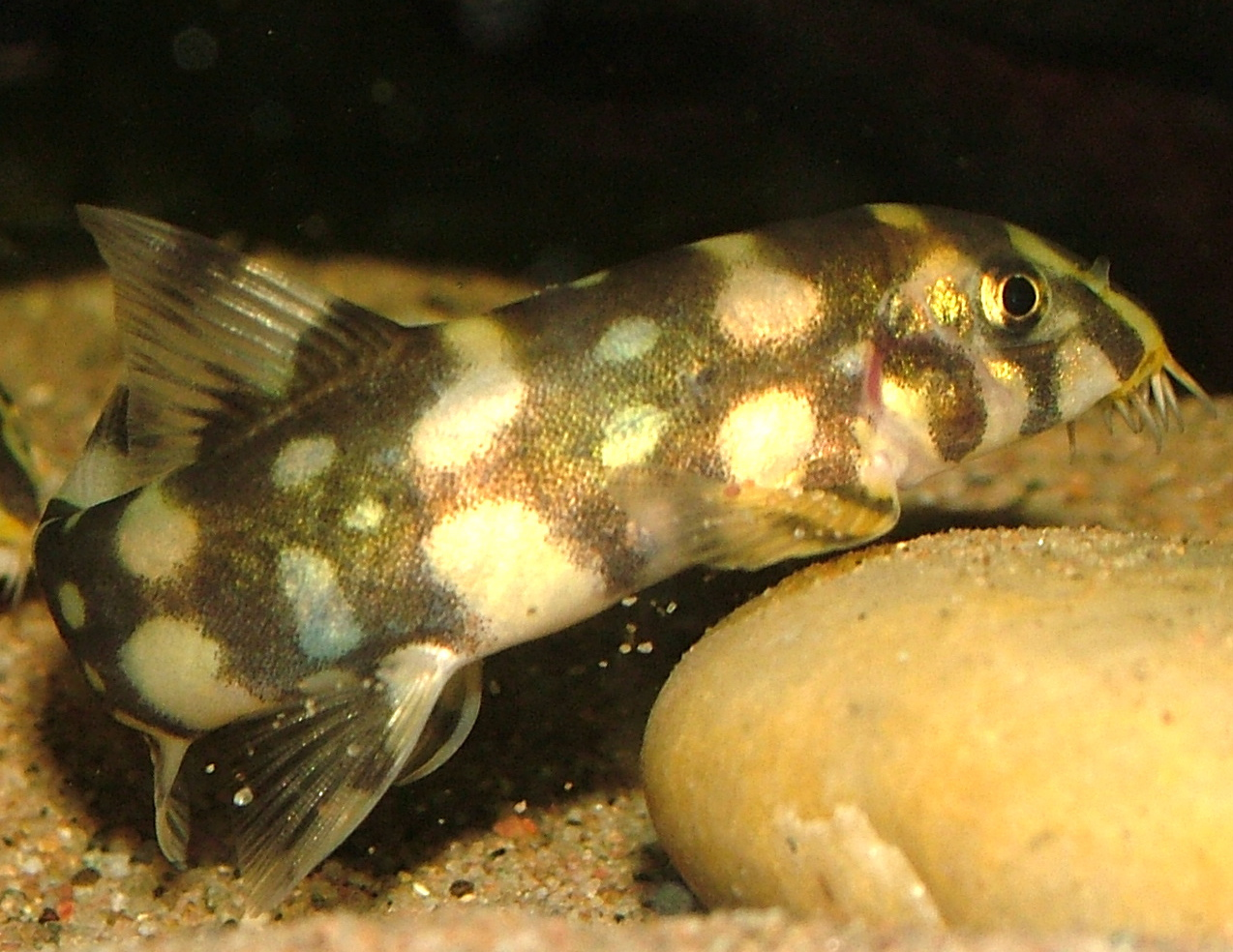
Botia kubotai
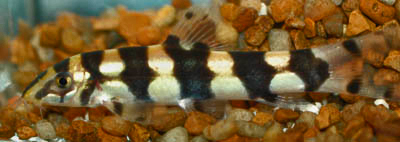
Botia histronica
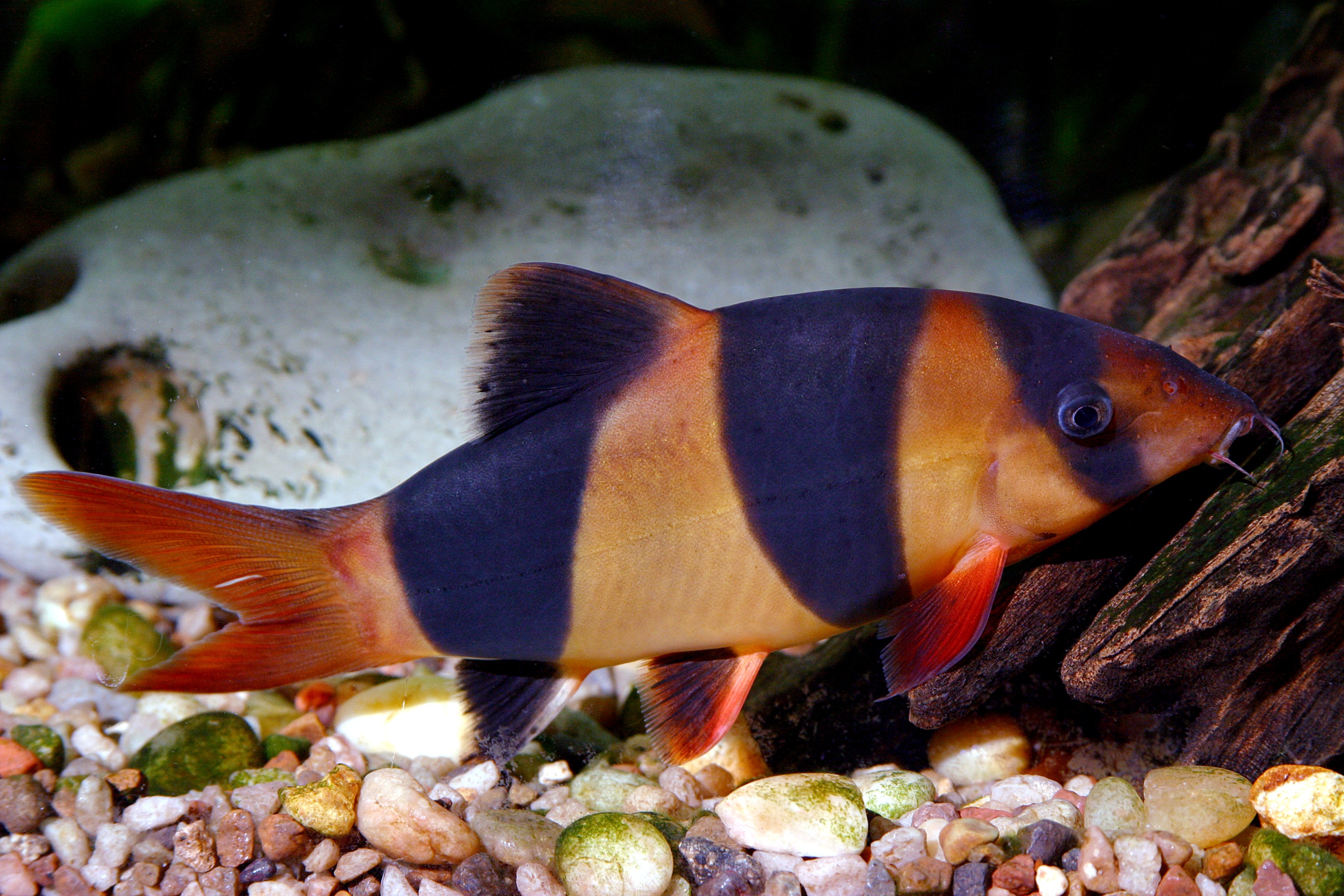
Chromobotia macracanthus

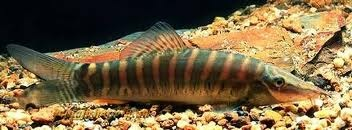
Syncrossus helodes
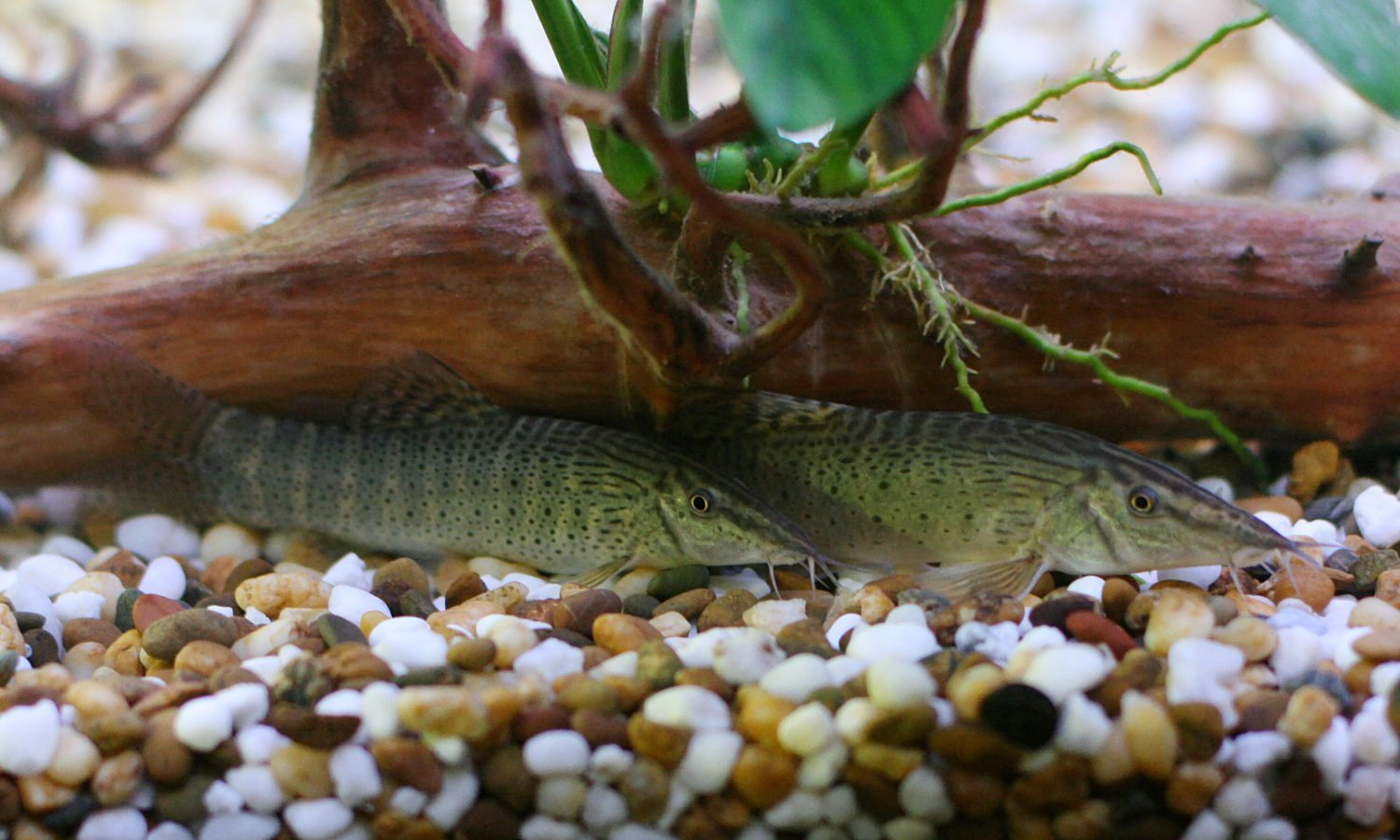
Syncrossus beauforti
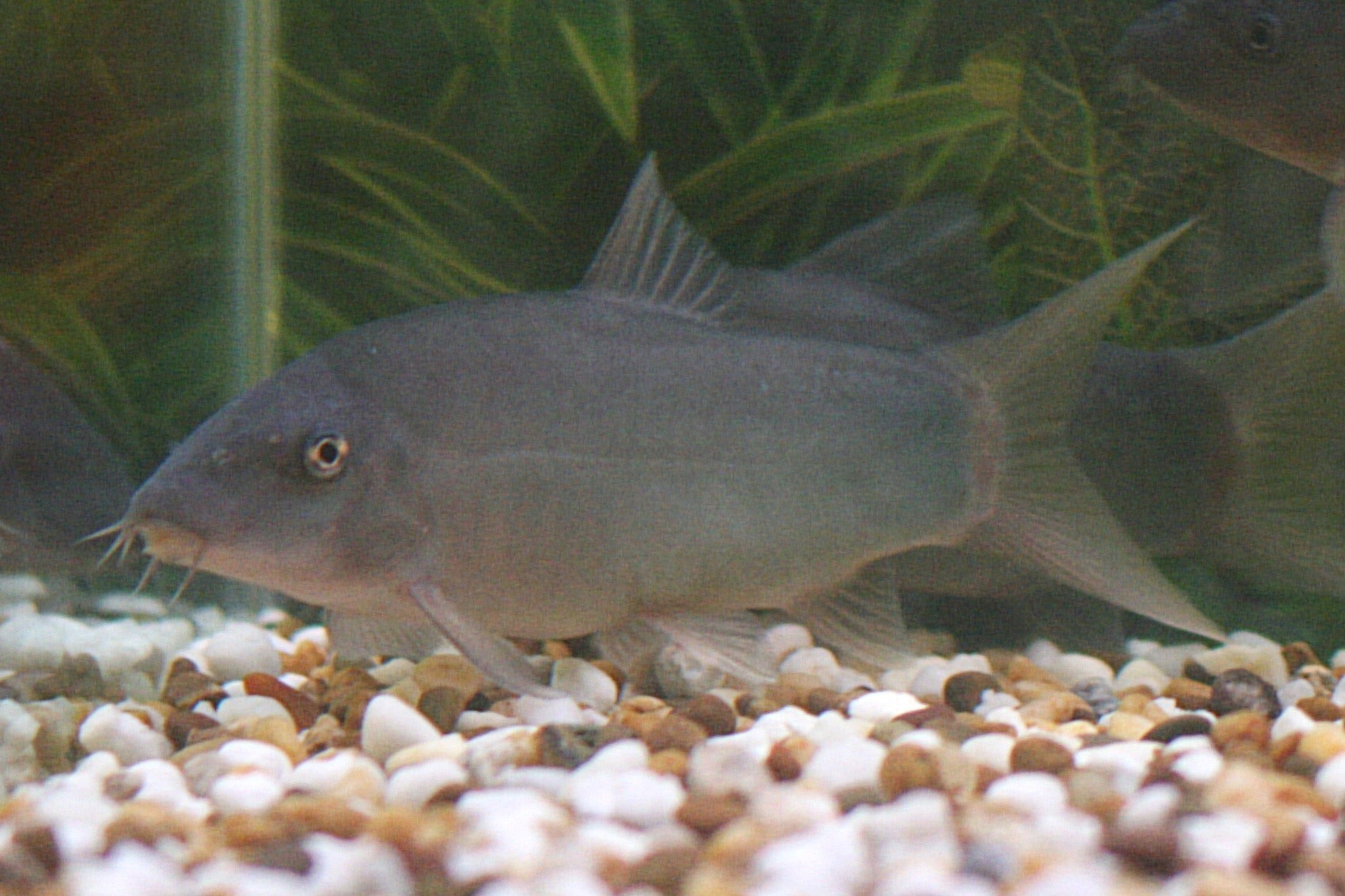
Yasuhikotakia modesta
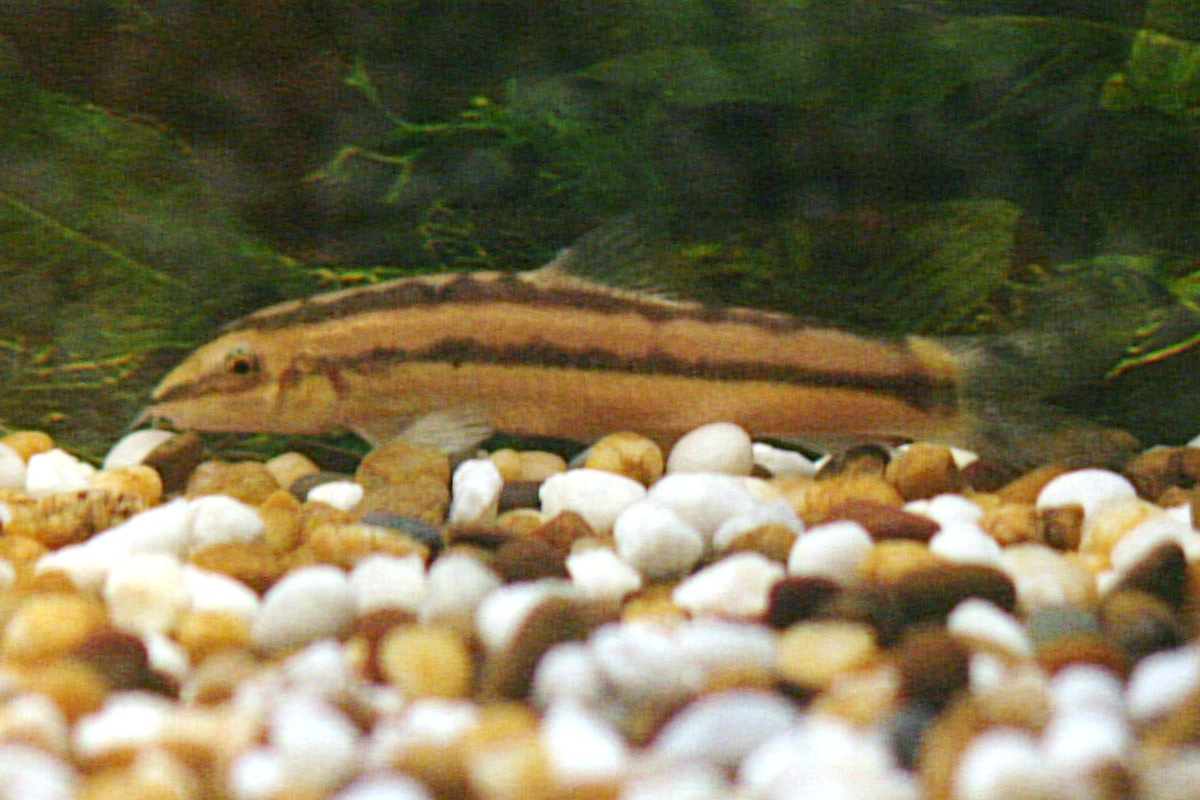
Ambastaia nigrolineata
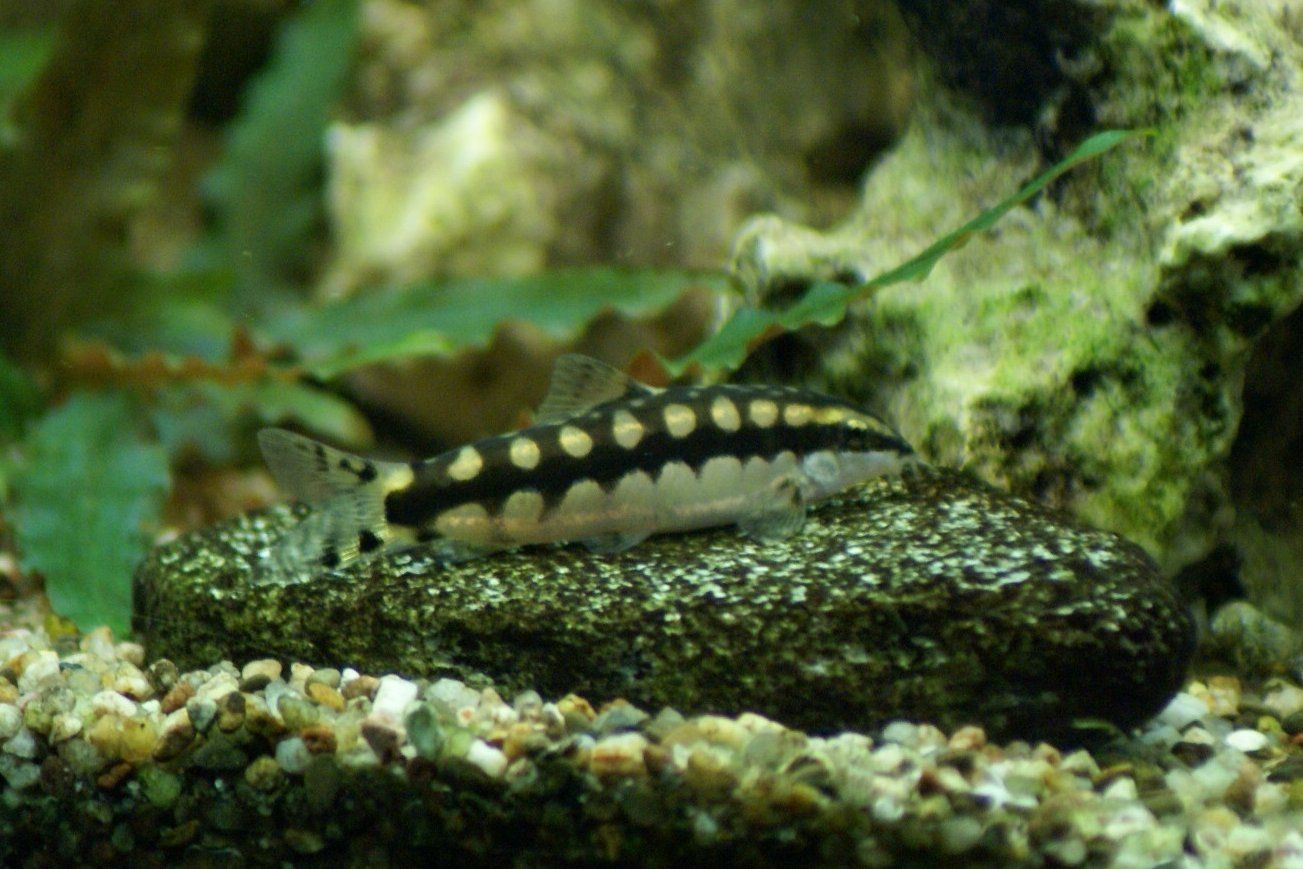
Ambastaia sidthimunki

## Bibliothèque
- Kottelat, M. (2004): Botia kubotai, a new species of loach (Teleostei: Cobitidae) from the Ataran River basin (Myanmar), with comments on botiine nomenclature and diagnosis of a new genus. Zootaxa 401: 1-18. PDF abstract and first page image
- Tang, Qiong-ying; Yu, Dan & Liu, Huan-zhang (2008): 斑纹薄鳅 (Leptobotia zebra) 应该为斑纹沙鳅 (Sinibotia zebra) ["Leptobotia zebra Should Be Revised as Sinibotia zebra (Cypriniformes-Botiidae)"]. Zoological Research 29(1): 1-9 [Chinese with English abstract]. PDF fulltext